# Burg Zipplingen
Die Burg Zipplingen ist eine abgegangene Burg im Ortsteil Zipplingen der Gemeinde Unterschneidheim im Ostalbkreis in Baden-Württemberg.

## Geschichte
Die 1153 erstmals erwähnte Burg war Stammsitz der Herren von Zipplingen, auch Füchse von Zipplingen genannt. Diese waren Ministerialen des Reichs, später der Grafen von Oettingen. Bekannte Mitglieder dieser Niederadelsfamilie waren Heinrich I. von Zipplingen und Heinrich von Zipplingen. Ein Friedrich von Zipplingen war von 1287 bis 1308 Abt des Klosters Neresheim.
Von der nicht mehr lokalisierbaren Burganlage ist nichts erhalten.

Wappen nach dem Neuen Siebmacher (1911)
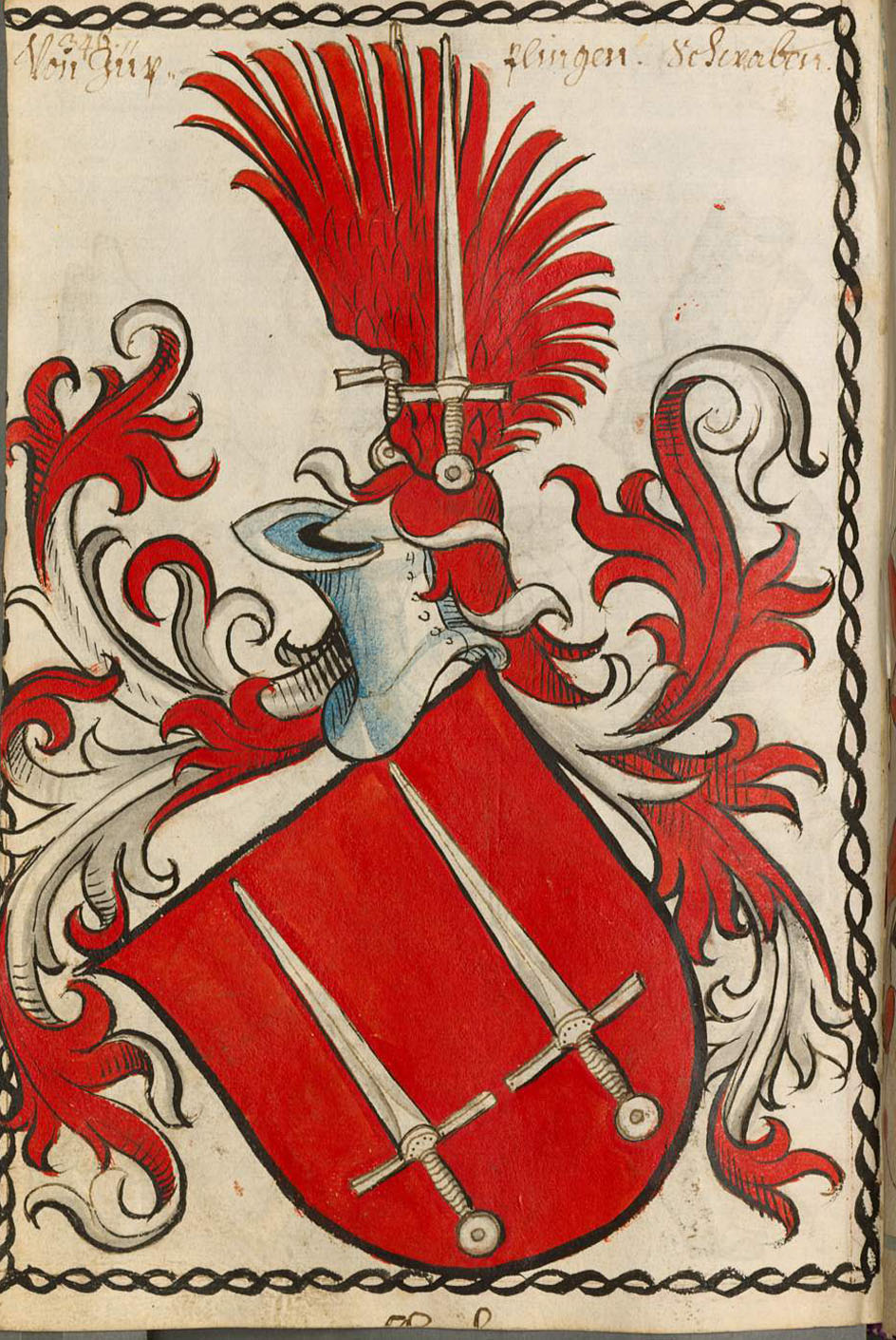
Familienwappen der von Zipplingen nach dem Scheiblerschen Wappenbuch
Wappen des Ortes Zipplingen